# Liste des cantates de Jean-Sébastien Bach
La liste des cantates de Jean-Sébastien Bach ci-dessous, suit le classement BWV du catalogue des œuvres de  Bach (Bach-Werke Verzeichnis) établi par Wolfgang Schmieder. Quelques-unes n'ont pas de numéro BWV, elles ont « ressurgi » après Wolfgang Schmieder. Ces cantates sont attestées (factures, relations journalistes, etc.) mais la musique et parfois le texte sont perdus.
Ce classement ne suit pas l'ordre chronologique de leur composition. La première en date serait la BWV 131 : Aus der Tiefen rufe ich, Herr, zu dir.

## Cantates

### Cantates sacrées
| No BWV    | Incipit | Première représentation               | Date                                               |
| --------- | --- | ------------------------------------- | -------------------------------------------------- |
| BWV 1     | Wie schön leuchtet der Morgenstern (Comme elle resplendit, l'étoile du matin !)                                         | Leipzig                               | 1725, 25 mars                                      |
| BWV 2     | Ach Gott, vom Himmel sieh darein (Ô Dieu, du ciel, regarde ici-bas)                                                     | Leipzig, église Saint-Nicolas         | 1724, 18 juin                                      |
| BWV 3     | Ach Gott, wie manches Herzeleid (I) (Ah ! Dieu, combien de tourments)                                                   | Leipzig                               | 1725, 14 janvier                                   |
| BWV 4     | Christ lag in Todes Banden (Christ gisait dans les liens de la mort)                                                    | Mühlhausen                            | 1707, 24 avril ou 1708, 8 avril                    |
| BWV 5     | Wo soll ich fliehen hin ? (Où dois-je m'enfuir ?)                                                                       | Leipzig                               | 1724, 15 octobre                                   |
| BWV 6     | Bleib bei uns, denn es will Abend werden (Demeure parmi nous, car le soir approche)                                     | Leipzig                               | 1725, 2 avril                                      |
| BWV 7     | Christ unser Herr zum Jordan kam (Christ, notre Seigneur vint au Jourdain)                                              | Leipzig                               | 1724, 24 juin                                      |
| BWV 8     | Liebster Gott, wenn werd' ich sterben ? (Dieu bien-aimé, quand vais-je mourir ?)                                        | Leipzig                               | 1724, 24 septembre                                 |
| BWV 9     | Es ist das Heil uns kommen her (Le salut nous est venu)                                                                 | Leipzig                               | entre 1732 et 1735                                 |
| BWV 10    | Meine Seel erhebt den Herren (Mon âme exalte le Seigneur)                                                               | Leipzig                               | 1724, 2 juillet                                    |
| BWV 12    | Weinen, Klagen, Sorgen, Zagen (Les pleurs et les lamentations, les tourments et le découragement)                       | Weimar, Chapelle ducale               | 1714, le 22 avril                                  |
| BWV 13    | Meine Seufzer, meine Tränen (Mes soupirs, mes larmes)                                                                   | Leipzig                               | 1726, 20 janvier                                   |
| BWV 14    | Wär' Gott nicht mit uns diese Zeit (Si Dieu n'était pas aujourd'hui avec nous)                                          | Leipzig                               | 1735, 30 janvier                                   |
| BWV 16    | Herr Gott, dich loben wir (Seigneur Dieu, nous te louons)                                                               | Leipzig                               | 1726, 1er janvier                                  |
| BWV 17    | Wer Dank opfert, der preiset mich (Celui qui offre l'action de grâces me rend gloire)                                   | Leipzig                               | 1726, 22 septembre                                 |
| BWV 18    | Gleichwie der Regen und Schnee vom Himmel fällt (De même que la pluie et la neige tombent du ciel)                      | Weimar, Chapelle ducale               | 1713, 19 février                                   |
| BWV 19    | Es erhub sich ein Streit (Un combat s'engagea)                                                                          | Leipzig                               | 1726, 29 septembre                                 |
| BWV 20    | O Ewigkeit, du Donnerwort (II) (Ô éternité, toi, parole foudroyante)                                                    | Leipzig, église Saint-Thomas          | 1724, 11 juin                                      |
| BWV 21    | Ich hatte viel Bekümmernis (J'avais grande affliction en mon cœur)                                                      | Weimar, Chapelle ducale               | 1714, 17 juin                                      |
| BWV 22    | Jesus nahm zu sich die Zwölfe (Jésus prit avec lui les Douze)                                                           | Leipzig                               | 1723, 7 février                                    |
| BWV 23    | Du wahrer Gott und Davids Sohn (Toi, vrai Dieu et fils de David)                                                        | Köthen                                | peut-être en 1722                                  |
| BWV 24    | Ein ungefärbt Gemüte (Un esprit sans feinte)                                                                            | Leipzig                               | 1723, 20 juin                                      |
| BWV 25    | Es ist nichts Gesundes an meinem Leibe (Il n'est rien de sain en ma chair)                                              | Leipzig                               | 1723, 29 août                                      |
| BWV 26    | Ach wie flüchtig, ach wie nichtig (Ah ! combien fugitive, ah ! combien vaine est la vie de l'homme)                     | Leipzig                               | 1724, 19 novembre                                  |
| BWV 27    | Wer weiß, wie nahe mir mein Ende ? (Qui sait combien ma fin est proche ?)                                               | Leipzig                               | 1726, 6 octobre                                    |
| BWV 28    | Gottlob ! nun geht das Jahr zu Ende (Dieu soit loué ! L'année va maintenant à sa fin)                                   | Leipzig                               | 1725, 30 décembre                                  |
| BWV 29    | Wir danken dir, Gott (Nous te remercions, Dieu)                                                                         | Leipzig, église Saint-Nicolas         | 1731, 27 août                                      |
| BWV 30    | Freue dich, erlöste Schar (Réjouis-toi, troupeau des rachetés !)                                                        | Leipzig                               | 1738, 24 juin                                      |
| BWV 31    | Der Himmel lacht, die Erde jubiliert (Le ciel rit, la terre jubile)                                                     | Weimar, Chapelle ducale               | 1715, 21 avril                                     |
| BWV 32    | Liebster Jesu, mein Verlangen (Bien-aimé Jésus, toi vers qui j'aspire)                                                  | Leipzig                               | 1726, 13 janvier                                   |
| BWV 33    | Allein zu dir, Herr Jesu Christ (En toi seul, Seigneur Jésus-Christ)                                                    | Leipzig                               | 1724, 3 septembre                                  |
| BWV 34    | O ewiges Feuer, o Ursprung der Liebe ! (Ô feu éternel, ô source de l'amour !)                                           | Leipzig                               | 1746 ou 1747, Pentecôte                            |
| BWV 34a   | O ewiges Feuer, o Ursprung der Liebe (Ô feu éternel, ô source de l'amour !)                                             | Leipzig                               | 1726, vraisemblablement le 6 mars                  |
| BWV 35    | Geist und Seele wird verwirret (L'esprit et l'âme sont confondus)                                                       | Leipzig                               | 1726, 8 septembre                                  |
| BWV 36    | Schwingt freudig euch empor ! (Élancez-vous joyeusement jusqu'aux sublimes étoiles !)                                   | Leipzig                               | 1731, 2 décembre                                   |
| BWV 37    | Wer da gläubet und getauft wird (Celui qui croira et sera baptisé)                                                      | Leipzig                               | 1724, 18 mai                                       |
| BWV 38    | Aus tiefer Not schrei' ich zu dir (Du fond de ma détresse, je crie vers toi)                                            | Leipzig                               | 1724, 29 octobre                                   |
| BWV 39    | Brich dem Hungrigen dein Brot (Partage ton pain avec celui qui a faim)                                                  | Leipzig                               | 1726, 23 juin                                      |
| BWV 40    | Darzu ist erschienen der Sohn Gottes (Voici pourquoi est apparu le Fils de Dieu)                                        | Leipzig                               | 1723, 26 décembre                                  |
| BWV 41    | Jesu, nun sei gepreiset (Jésus, sois glorifié en cette nouvelle année)                                                  | Leipzig                               | 1725, 1er janvier                                  |
| BWV 42    | Am Abend aber desselbigen Sabbats (Le soir de ce même jour du sabbat)                                                   | Leipzig                               | 1725, 8 avril                                      |
| BWV 43    | Gott fähret auf mit Jauchzen (Dieu monte au ciel dans les cris de joie)                                                 | Leipzig                               | 1726, 30 mai                                       |
| BWV 44    | Sie werden euch in den Bann tun (I) (Ils lanceront sur vous l'anathème)                                                 | Leipzig                               | 1724, 21 mai                                       |
| BWV 45    | Es ist dir gesagt, Mensch, was gut ist (On t'a dit, homme, ce qui est bien)                                             | Leipzig                               | 1726, 11 août                                      |
| BWV 46    | Schauet doch und sehet, ob irgend ein Schmerz sei (Voyez donc, et regardez s'il est une douleur comparable à la mienne) | Leipzig                               | 1723, 1er août                                     |
| BWV 47    | Wer sich selbst erhöhet, der soll erniedriget werden (Quiconque s'élève sera abaissé)                                   | Leipzig                               | 1726, 13 octobre                                   |
| BWV 48    | Ich elender Mensch, wer wird mich erlösen ? (Malheureux que je suis, qui me délivrera ?)                                | Leipzig                               | 1723, 3 octobre                                    |
| BWV 49    | Ich geh' und suche mit Verlangen (Je m'en viens plein de ferveur à ta recherche)                                        | Leipzig                               | 1726, 3 novembre                                   |
| BWV 50    | Nun ist das Heil und die Kraft (Voici maintenant le salut et la force) Cantate incomplète                               | Leipzig                               | 1723, probablement le 29 septembre                 |
| BWV 51    | Jauchzet Gott in allen Landen ! (Exaltez Dieu en toutes les contrées !)                                                 | Leipzig                               | 1730, 17 septembre                                 |
| BWV 52    | Falsche Welt, dir trau ich nicht (Monde perfide, je ne te fais pas confiance)                                           | Leipzig                               | 1726, 24 novembre                                  |
| BWV 54    | Widerstehe doch der Sünde (Résiste donc au péché)                                                                       | Weimar, Chapelle ducale               | 1714, probablement le 14 juillet                   |
| BWV 55    | Ich armer Mensch, ich Sündenknecht (Moi, misérable humain, moi, serviteur du péché)                                     | Leipzig                               | 1726, 17 novembre                                  |
| BWV 56    | Ich will den Kreuzstab gerne tragen (Je porterais volontiers ma croix)                                                  | Leipzig                               | 1726, 27 octobre                                   |
| BWV 57    | Selig ist der Mann (Bienheureux, l'homme)                                                                               | Leipzig                               | 1725, 26 décembre                                  |
| BWV 58    | Ach Gott, wie manches Herzeleid (II) (Ah, Dieu ! que mon cœur a de tourment !)                                          | Leipzig                               | 1727, 5 janvier                                    |
| BWV 59    | Wer mich liebet, der wird mein Wort halten (I) (Celui qui m'aime gardera ma parole)                                     | Leipzig, église Saint-Paul            | 1723, probablement le 16 mai                       |
| BWV 60    | O Ewigkeit, du Donnerwort (I) (Ô éternité, toi, parole foudroyante ! Dialogue entre la crainte et l’espérance)          | Leipzig                               | 1723, 7 novembre                                   |
| BWV 61    | Nun komm der Heiden Heiland (I) (Viens donc, sauveur des gentils)                                                       | Weimar, Chapelle ducale               | 1714, 2 décembre                                   |
| BWV 62    | Nun komm der Heiden Heiland (II) (Viens donc, sauveur des gentils)                                                      | Leipzig                               | 1724, 3 décembre                                   |
| BWV 63    | Christen, ätzet diesen Tag (Chrétiens, gravez ce jour)                                                                  | Halle ou Weimar (chapelle ducale)     | 1713 ou 1714, 25 décembre                          |
| BWV 64    | Sehet, welch eine Liebe hat uns der Vater erzeiget (Voyez quel amour le Père nous a manifesté)                          | Leipzig                               | 1723, 27 décembre                                  |
| BWV 65    | Sie werden aus Saba alle kommen (Ils viendront tous de Saba)                                                            | Leipzig                               | 1724, 6 janvier                                    |
| BWV 66    | Erfreut euch, ihr Herzen (Cœurs, réjouissez-vous !)                                                                     | Leipzig                               | 1724, 1er avril                                    |
| BWV 67    | Halt im Gedächtnis Jesum Christ (Gardez le souvenir de Jésus Christ)                                                    | Leipzig                               | 1724, 16 avril                                     |
| BWV 68    | Also hat Gott die Welt geliebt (Ainsi, Dieu a tant aimé le monde)                                                       | Leipzig                               | 1725, 21 mai                                       |
| BWV 69    | Lobe den Herrn, meine Seele (II) (Loue le Seigneur, ô mon âme)                                                          | Leipzig, église Saint-Nicolas         | 1748, 26 août                                      |
| BWV 69a   | Lobe den Herrn, meine Seele (I) (Loue le Seigneur, ô mon âme)                                                           | Leipzig                               | 1723, 15 août                                      |
| BWV 70    | Wachet! betet! betet! wachet! (Veillez ! Priez ! Veillez !)                                                             | Leipzig                               | 1723, 21 novembre                                  |
| BWV 70a   | Wachet! betet! betet! wachet! (Veillez ! Priez ! Veillez !)                                                             | Weimar, chapelle ducale               | 1716, 6 décembre. Musique perdue                   |
| BWV 71    | Gott ist mein König (Dieu est mon roi)                                                                                  | Mühlhausen, église Sainte-Marie       | 1723, 4 février                                    |
| BWV 72    | Alles nur nach Gottes Willen (Que tout n'arrive que selon la volonté de Dieu)                                           | Leipzig                               | 1726, 27 janvier                                   |
| BWV 73    | Herr, wie du willt, so schicks mit mir (Seigneur, selon ta volonté, dispose de moi)                                     | Leipzig                               | 1724, 23 janvier                                   |
| BWV 74    | Wer mich liebet, der wird mein Wort halten (II) (Celui qui m'aime gardera ma Parole)                                    | Leipzig                               | 1725, 20 mai                                       |
| BWV 75    | Die Elenden sollen essen (Les pauvres mangeront)                                                                        | Leipzig, église Saint-Nicolas         | 1723, 30 mai                                       |
| BWV 76    | Die Himmel erzählen die Ehre Gottes (Les cieux racontent la gloire de Dieu)                                             | Leipzig, église Saint-Thomas          | 1723, 6 juin                                       |
| BWV 77    | Du sollt Gott, deinen Herren, lieben (Tu aimeras le Seigneur ton Dieu)                                                  | Leipzig                               | 1723, 22 août                                      |
| BWV 78    | Jesu, der du meine Seele (Jésus, toi qui par ta mort amère)                                                             | Leipzig                               | 1724, 10 septembre                                 |
| BWV 79    | Gott der Herr ist Sonn und Schild (Le Seigneur Dieu est soleil et bouclier)                                             | Leipzig                               | 1725, 31 octobre                                   |
| BWV 80    | Ein' feste Burg ist unser Gott (Notre Dieu est une solide forteresse)                                                   | Leipzig                               | 1724, 31 octobre                                   |
| BWV 80a   | Alles, was von Gott geboren (Tout ce qui est né de Dieu)                                                                | Weimar, chapelle ducale               | 1715, 24 mars. Musique perdue                      |
| BWV 80b   | Ein feste Burg ist unser Gott (Notre Dieu est une solide forteresse)                                                    | Leipzig                               | 1723, 31 octobre. Fragmentaire                     |
| BWV 81    | Jesus schläft, was soll ich hoffen ? (Jésus dort, que dois-je espérer ?)                                                | Leipzig                               | 1724, 30 janvier                                   |
| BWV 82    | Ich habe genug (Je suis comblé)                                                                                         | Leipzig                               | 1727, 2 février                                    |
| BWV 83    | Erfreute Zeit im neuen Bunde (Heureux temps de la Nouvelle Alliance)                                                    | Leipzig                               | 1724, 2 février                                    |
| BWV 84    | Ich bin vergnügt mit meinem Glücke (Je me contente de mon bonheur)                                                      | Leipzig                               | 1727, 9 février                                    |
| BWV 85    | Ich bin ein guter Hirt (Je suis un bon pasteur)                                                                         | Leipzig                               | 1725, 15 avril                                     |
| BWV 86    | Wahrlich, wahrlich, ich sage euch (En vérité, en vérité, je vous le dis)                                                | Leipzig                               | 1724, 14 mai                                       |
| BWV 87    | Bisher habt ihr nichts gebeten in meinem Namen (Jusqu'à présent, vous n'avez rien demandé en mon nom)                   | Leipzig                               | 1725, 6 mai                                        |
| BWV 88    | Siehe, ich will viel Fischer aussenden (Voyez, j'enverrai une multitude de pêcheurs)                                    | Leipzig                               | 1726, 21 juillet                                   |
| BWV 89    | Was soll ich aus dir machen, Ephraim ? (Que dois-je faire de toi, Ephraïm ?)                                            | Leipzig                               | 1723, 24 octobre                                   |
| BWV 90    | Es reißet euch ein schrecklich Ende (Il vous arrivera une fin terrible)                                                 | Leipzig                               | 1723, 14 novembre                                  |
| BWV 91    | Gelobet seist du, Jesu Christ (Loué sois-tu, Jésus-Christ)                                                              | Leipzig                               | 1724, 25 décembre                                  |
| BWV 92    | Ich hab in Gottes Herz und Sinn (Au cœur et à l'esprit de dieu, j'ai confié mon cœur et mon esprit)                     | Leipzig                               | 1725, 28 janvier                                   |
| BWV 93    | Wer nur den lieben Gott läßt walten (Celui qui laisse régner le bon Dieu sans partage)                                  | Leipzig                               | 1724, 9 juillet                                    |
| BWV 94    | Was frag' ich nach der Welt ? (Qu'ai-je à rechercher le monde ?)                                                        | Leipzig                               | 1724, 6 août                                       |
| BWV 95    | Christus, der ist mein Leben (Christ, qui est ma vie)                                                                   | Leipzig                               | 1723, 12 septembre                                 |
| BWV 96    | Herr Christ, der einge Gottessohn (Seigneur Christ, fils unique de Dieu)                                                | Leipzig                               | 1724, 8 octobre                                    |
| BWV 97    | In allen meinen Taten (En toutes mes actions)                                                                           | Leipzig ?                             | 1734, 25 juillet ?                                 |
| BWV 98    | Was Gott tut, das ist wohlgetan (II) (Ce que Dieu fait est bien fait)                                                   | Leipzig                               | 1726, 10 novembre                                  |
| BWV 99    | Was Gott tut, das ist wohlgetan (I) (Ce que Dieu fait est bien fait)                                                    | Leipzig                               | 1724, 17 septembre                                 |
| BWV 100   | Was Gott tut, das ist wohlgetan (III) (Ce que Dieu fait est bien fait)                                                  | Leipzig                               | entre 1732 et 1735                                 |
| BWV 101   | Nimm von uns, Herr, du treuer Gott (Écarte de nous, Seigneur, Dieu fidèle, le sévère châtiment)                         | Leipzig                               | 1724, 13 août                                      |
| BWV 102   | Herr, deine Augen sehen nach dem Glauben (Seigneur, tes yeux veulent découvrir la foi)                                  | Leipzig                               | 1726, 25 août                                      |
| BWV 103   | Ihr werdet weinen und heulen (Vous pleurerez et vous lamenterez)                                                        | Leipzig                               | 1725, 22 avril                                     |
| BWV 104   | Du Hirte Israel, höre (Toi, Pasteur d'Israël, écoute)                                                                   | Leipzig, église Saint-Nicolas         | 1724, 23 avril                                     |
| BWV 105   | Herr, gehe nicht ins Gericht mit deinem Knecht (Seigneur, n'entre pas en jugement avec ton serviteur)                   | Leipzig                               | 1723, 25 juillet                                   |
| BWV 106   | Gottes Zeit ist die allerbeste Zeit (« Actus Tragicus ») (Le temps de Dieu est le meilleur des temps)                   | Mühlhausen                            | entre septembre 1707 et juin 1708                  |
| BWV 107   | Was willst du dich betrüben ? (Pourquoi veux-tu t'affliger ?)                                                           | Leipzig                               | 1724, 23 juillet                                   |
| BWV 108   | Es ist euch gut, daß ich hingehe (Il est bon pour vous que je m'en aille)                                               | Leipzig                               | 1725, 29 avril                                     |
| BWV 109   | Ich glaube, lieber Herr (Je crois, cher Seigneur)                                                                       | Leipzig                               | 1723, 17 octobre                                   |
| BWV 110   | Unser Mund sei voll Lachens (Que notre bouche soit emplie de rires)                                                     | Leipzig                               | 1725, 25 décembre                                  |
| BWV 111   | Was mein Gott will, das g'scheh allzeit (Que la volonté de mon Dieu s'accomplisse en tous temps)                        | Leipzig                               | 1725, 21 janvier                                   |
| BWV 112   | Der Herr ist mein getreuer Hirt (Le Seigneur est mon fidèle pasteur)                                                    | Leipzig                               | 1731, 8 avril                                      |
| BWV 113   | Herr Jesu Christ, du höchstes Gut (Seigneur Jésus-Christ, toi, bien suprême)                                            | Leipzig                               | 1724, 20 août                                      |
| BWV 114   | Ach, lieben Christen, seid getrost (Ah, chers chrétiens, soyez consolés)                                                | Leipzig                               | 1724, 1er octobre                                  |
| BWV 115   | Mache dich, mein Geist, bereit (Tiens-toi prêt, mon esprit)                                                             | Leipzig                               | 1724, 5 novembre                                   |
| BWV 116   | Du, Friedenfuerst, Herr Jesu Christ (Toi, prince de la paix, Seigneur Jésus-Christ)                                     | Leipzig                               | 1724, 26 novembre                                  |
| BWV 117   | Sei Lob und Ehr dem höchsten Gut (Louange et honneur au Bien suprême)                                                   | Leipzig                               | entre 1728 et 1731                                 |
| BWV 119   | Preise, Jerusalem, den Herrn ! (Glorifie ton Seigneur, Jérusalem !)                                                     | Leipzig, église Saint-Nicolas         | 1723, 30 août                                      |
| BWV 120   | Gott, man lobet dich in der Stille (Dieu, on te loue dans le silence de Sion)                                           | Leipzig, église Saint-Nicolas         | 1728, 26 août ou 1729, 29 août                     |
| BWV 120a  | Herr Gott, Beherrscher aller Dinge (Seigneur Dieu, souverain de toutes choses)                                          | Leipzig ?                             | 1729, après le 28 avril ?                          |
| BWV 120b  | Gott, man lobet dich in der Stille (Dieu, on te loue dans le silence)                                                   | Leipzig église Saint-Thomas           | 1730, 26 juin. Musique perdue                      |
| BWV 121   | Christum wir sollen loben schon (Nous devons louer vraiment le Christ)                                                  | Leipzig                               | 1724, 26 décembre                                  |
| BWV 122   | Das neugeborne Kindelein (Le petit enfant nouveau-né)                                                                   | Leipzig                               | 1724, 31 décembre                                  |
| BWV 123   | Liebster Immanuel, Herzog der Frommen (Emmanuel bien-aimé, prince des croyants)                                         | Leipzig                               | 1725, 6 janvier                                    |
| BWV 124   | Meinen Jesum laß ich nicht (Je n'abandonne pas mon Jésus)                                                               | Leipzig                               | 1725, 7 janvier                                    |
| BWV 125   | Mit Fried und Freud ich fahr dahin (Dans la paix et la joie, je m'en vais)                                              | Leipzig                               | 1725, 2 février                                    |
| BWV 126   | Erhalt uns, Herr, bei deinem Wort (Maintiens-nous, Seigneur, en ta parole)                                              | Leipzig                               | 1725, 4 février                                    |
| BWV 127   | Herr Jesu Christ, wahr' Mensch und Gott (Seigneur Jésus-Christ, vrai homme et vrai Dieu)                                | Leipzig                               | 1725, 11 février                                   |
| BWV 128   | Auf Christi Himmelfahrt allein (C'est sur l'Ascension du Christ)                                                        | Leipzig                               | 1725, 10 mai                                       |
| BWV 129   | Gelobet sei der Herr, mein Gott (Loué soit le Seigneur, mon Dieu)                                                       | Leipzig                               | 1726, 16 juin ou 1727, 8 juin                      |
| BWV 130   | Herr Gott, dich loben alle wir (Seigneur Dieu, tous nous te louons)                                                     | Leipzig                               | 1724, 29 septembre                                 |
| BWV 131   | Aus der Tiefen rufe ich, Herr, zu dir (Des profondeurs, je crie vers toi, Seigneur)                                     | Mühlhausen                            | 1707, entre juin et octobre                        |
| BWV 132   | Bereitet die Wege, bereitet die Bahn ! (Préparez les chemins, préparez la voie !)                                       | Weimar, chapelle ducale               | 1715, 22 décembre                                  |
| BWV 133   | Ich freue mich in dir (Je me réjouis en toi)                                                                            | Leipzig                               | 1724, 27 décembre                                  |
| BWV 134   | Ein Herz, das seinen Jesum lebend weiß (Un cœur qui sait que son Jésus est vivant)                                      | Leipzig                               | 1724, 11 avril                                     |
| BWV 135   | Ach Herr, mich armen Sünder (Ô Seigneur, pauvre pécheur que je suis)                                                    | Leipzig                               | 1724, 25 juin                                      |
| BWV 136   | Erforsche mich, Gott, und erfahre mein Herz (Éprouve-moi, Dieu, et connais mon cœur)                                    | Leipzig                               | 1723, 18 juillet                                   |
| BWV 137   | Lobe den Herren, den mächtigen König der Ehren (Loue le Seigneur, le puissant roi de gloire)                            | Leipzig                               | 1725, 19 août                                      |
| BWV 138   | Warum betrübst du dich, mein Herz ? (Pourquoi t'affliges-tu, mon cœur ?)                                                | Leipzig                               | 1723, 5 septembre                                  |
| BWV 139   | Wohl dem, der sich auf seinen Gott (Bienheureux qui peut s'en remettre à son Dieu)                                      | Leipzig                               | 1724, 12 septembre                                 |
| BWV 140   | Wachet auf, ruft uns die Stimme (Réveillez-vous, la voix des veilleurs nous appelle)                                    | Leipzig                               | 1731, 25 novembre                                  |
| BWV 143   | Lobe den Herrn, meine Seele (III) (Loue le Seigneur, ô mon âme)                                                         | Mühlhausen ?                          | 1708, 1er janvier ?                                |
| BWV 144   | Nimm, was dein ist, und gehe hin (Prends ce qui te revient, et va ton chemin !)                                         | Leipzig                               | 1724, 6 février                                    |
| BWV 145   | Ich lebe, mein Herze, zu deinem Ergötzen (Je vis, mon cœur, pour ta délectation)                                        | Leipzig                               | 1729, 19 avril                                     |
| BWV 146   | Wir müssen durch viel Trübsal (Il nous faut traverser maintes tribulations)                                             | Leipzig                               | 1726, 12 mai ou 1728, 18 avril                     |
| BWV 147   | Herz und Mund und Tat und Leben (Le cœur, et la bouche, et les actes, et la vie)                                        | Leipzig                               | 1723, 2 juillet                                    |
| BWV 147a  | Herz und Mund und Tat und Leben (I) (Le cœur, et la bouche, et les actes, et la vie)                                    | Weimar, chapelle ducale               | 1716, 20 décembre. Musique perdue                  |
| BWV 148   | Bringet dem Herren Ehre seines Namens (Rapportez au Seigneur la gloire de son nom)                                      | Leipzig                               | 1723, 19 septembre ?                               |
| BWV 149   | Man singet mit Freuden vom Sieg (On chante la victoire avec joie)                                                       | Leipzig                               | 1728, 29 septembre                                 |
| BWV 150   | Nach dir, Herr, verlanget mich (Vers toi, Seigneur, j'aspire)                                                           | Mühlhausen                            | 1707, 10 juillet                                   |
| BWV 151   | Süßer Trost, mein Jesus kömmt (Douce consolation, mon Jésus vient)                                                      | Leipzig                               | 1725, 27 décembre                                  |
| BWV 152   | Tritt auf die Glaubensbahn (Engage-toi sur le sentier de la foi)                                                        | Weimar, chapelle ducale               | 1714, 30 décembre                                  |
| BWV 153   | Schau, lieber Gott, wie meine Feind (Regarde, Dieu bien-aimé, combien mes ennemis sont rusés)                           | Leipzig                               | 1724, 2 janvier                                    |
| BWV 154   | Mein liebster Jesus ist verloren (Mon bien-aimé Jésus est perdu)                                                        | Leipzig                               | 1724, 9 janvier                                    |
| BWV 155   | Mein Gott, wie lang, ach lange ? (Mon Dieu, combien de temps, combien de temps encore)                                  | Weimar, chapelle ducale               | 1716, 19 janvier                                   |
| BWV 156   | Ich steh' mit einem Fuß im Grabe (Je me tiens, un pied dans la tombe)                                                   | Leipzig                               | 1729, 23 janvier                                   |
| BWV 157   | Ich lasse dich nicht, du segnest mich denn (Je ne te laisserai pas, que tu m'aies béni)                                 | Pomßen                                | 1727, 6 février                                    |
| BWV 158   | Der Friede sei mit dir (Que la paix soit avec toi)                                                                      | Leipzig                               | entre 1728 et 1731                                 |
| BWV 159   | Sehet, wir geh'n hinauf gen Jerusalem (Voyez, nous montons à Jérusalem)                                                 | Leipzig                               | 1729, 27 février ?                                 |
| BWV 161   | Komm, du süße Todesstunde (Viens, ô douce heure de la mort)                                                             | Weimar, chapelle ducale               | 1715, 27 septembre                                 |
| BWV 162   | Ach ! ich sehe, itzt, da ich zur Hochzeit gehe (Ah ! Je vois, à présent, que je me rends à la noce)                     | Weimar, chapelle ducale               | 1716, 25 octobre                                   |
| BWV 163   | Nur jedem das Seine (À chacun son dû)                                                                                   | Weimar, chapelle ducale               | 1715, 24 novembre                                  |
| BWV 164   | Ihr, die ihr euch von Christo nennet (Vous qui vous réclamez du Christ)                                                 | Leipzig                               | 1725, 26 août ?                                    |
| BWV 165   | O heilges Geist- und Wasserbad (Ô, saint baptême d'esprit et d'eau)                                                     | Weimar, chapelle ducale               | 1715, 16 juin                                      |
| BWV 166   | Wo gehest du hin ? (Où t'en vas-tu ?)                                                                                   | Leipzig                               | 1724, 7 mai                                        |
| BWV 167   | Ihr Menschen, rühmet Gottes Liebe (Que l'humanité célèbre l'amour de Dieu)                                              | Leipzig                               | 1723, 24 juin                                      |
| BWV 168   | Tue Rechnung ! Donnerwort ! (Rends compte ! parole foudroyante !)                                                       | Leipzig                               | 1725, 29 juillet                                   |
| BWV 169   | Gott soll allein mein Herze haben (Dieu seul doit posséder mon cœur)                                                    | Leipzig                               | 1726, 20 octobre                                   |
| BWV 170   | Vergnügte Ruh, beliebte Seelenlust (Bienheureuse paix, bien-aimée béatitude)                                            | Leipzig                               | 1726, 28 juillet                                   |
| BWV 171   | Gott, wie dein Name, so ist auch dein Ruhm (Dieu, comme ton nom, ainsi est ta renommée)                                 | Leipzig                               | 1729, 1er janvier                                  |
| BWV 172   | Erschallet, ihr Lieder, erklinget, ihr Saiten ! (Résonnez, cantiques, sonnez, instruments à cordes !)                   | Weimar, chapelle ducale               | 1714, 20 mai                                       |
| BWV 173   | Erhöhtes Fleisch und Blut (Chair et Sang suprêmes)                                                                      | Leipzig                               | 1724, 29 mai                                       |
| BWV 174   | Ich liebe den Höchsten von ganzem Gemüte (J'aime le Très-Haut de tout mon cœur)                                         | Leipzig                               | 1729, 6 juin                                       |
| BWV 175   | Er rufet seinen Schafen mit Namen (Il appelle ses brebis par leur nom)                                                  | Leipzig                               | 1725, 22 mai                                       |
| BWV 176   | Es ist ein trotzig und verzagt Ding (C'est une chose obstinée et pusillanime que le cœur de l'homme)                    | Leipzig                               | 1725, 27 mai                                       |
| BWV 177   | Ich ruf zu dir, Herr Jesu Christ (Je crie vers toi, Seigneur Jésus-Christ)                                              | Leipzig                               | 1732, 6 juillet                                    |
| BWV 178   | Wo Gott der Herr nicht bei uns hält (Si Dieu, le Seigneur, ne se tient pas à nos côtés)                                 | Leipzig                               | 1724, 30 juillet                                   |
| BWV 179   | Siehe zu, daß deine Gottesfurcht nicht Heuchelei sei (Veille à ce que ta crainte de Dieu ne soit pas hypocrisie)        | Leipzig                               | 1723, 8 août                                       |
| BWV 180   | Schmücke dich, o liebe Seele (Pare-toi, ô chère âme)                                                                    | Leipzig                               | 1724, 22 octobre                                   |
| BWV 181   | Leichtgesinnte Flattergeister (Les esprits frivoles et légers)                                                          | Leipzig                               | 1724, 13 février                                   |
| BWV 182   | Himmelskönig, sei willkommen (Roi du ciel, sois le bienvenu)                                                            | Weimar, chapelle ducale               | 1714, 25 mars (dimanche des Rameaux)               |
| BWV 183   | Sie werden euch in den Bann tun (II) (Ils lanceront sur vous l'anathème)                                                | Leipzig                               | 1725, 13 mai                                       |
| BWV 184   | Erwüenschtes Freudenlicht (Lumière de joie désirée)                                                                     | Leipzig                               | 1724, 30 mai                                       |
| BWV 185   | Barmherziges Herze der ewigen Liebe (Cœur miséricordieux de l'amour éternel)                                            | Weimar, chapelle ducale               | 1715, 14 juillet                                   |
| BWV 186   | Ärgre dich, o Seele, nicht (Ne t'irrite pas, mon âme)                                                                   | Leipzig                               | 1723, 11 juillet                                   |
| BWV 186a  | Ärgre dich, o Seele, nicht (Ne t'irrite pas, mon âme)                                                                   | Weimar, chapelle ducale               | 1716, 13 décembre                                  |
| BWV 187   | Es wartet alles auf dich (Tous attendent de toi)                                                                        | Leipzig                               | 1726, 4 août                                       |
| BWV 188   | Ich habe meine Zuversicht (J'ai placé ma confiance dans le Dieu fidèle)                                                 | Leipzig                               | 1728, vraisemblablement 17 octobre, peut-être 1729 |
| BWV 190   | Singet dem Herrn ein neues Lied (Chantez au seigneur un chant nouveau)                                                  | Leipzig                               | 1724, 1er janvier                                  |
| BWV 190a  | Singet dem Herrn ein neues Lied (Chantez au seigneur un chant nouveau)                                                  | Leipzig, église Saint-Thomas          | 1730, 25 juin. Musique perdue                      |
| BWV 191   | Gloria in excelsis Deo (Gloire à Dieu au plus haut des cieux)                                                           | Leipzig ?, Dresde ?, Varsovie ?       | entre 1740 et 1745, 25 décembre                    |
| BWV 192   | Nun danket alle Gott (Maintenant, rendons tous grâces à Dieu)                                                           | Leipzig                               | 1730, 31 octobre. (incomplète)                     |
| BWV 193   | Ihr Tore zu Zion (Vous, portes de Sion)                                                                                 | Leipzig, église Saint-Nicolas         | 1727, 25 août. (très incomplète)                   |
| BWV 194   | Höchsterwünschtes Freudenfest (Fête de joie tant souhaitée)                                                             | Störmthal                             | 1723                                               |
| BWV 195   | Dem Gerechten muß das Licht immer wieder aufgehen (La lumière doit toujours se lever pour le juste)                     | Leipzig, ?                            | 1723, 11 juillet                                   |
| BWV 196   | Der Herr denket an uns (Le Seigneur pense à nous)                                                                       | Dornheim, église Saint- Barthélemy    | 1708, 5 juin                                       |
| BWV 197   | Gott ist unsre Zuversicht (Dieu est notre assurance)                                                                    | Leipzig, ?                            | entre 1736 et 1737                                 |
| BWV 197a  | Ehre sei Gott in der Höhe (Gloire à Dieu au plus haut des cieux)                                                        | Leipzig                               | 1728 ? 25 décembre (incomplète)                    |
| BWV 199   | Mein Herze schwimmt im Blut (Mon cœur baigne dans le sang)                                                              | Weimar, chapelle ducale               | 1714, 12 août                                      |
| BWV 200   | Bekennen will ich seinen Namen (Je veux reconnaître son nom)                                                            | ?                                     | ? (aria sans les parties séparées)                 |
| BWV 244a  | Klagt, Kinder, klagt es aller Welt (Lamentez-vous, enfants, lamente-toi, monde entier)                                  | Köthen, église réformée Saint-Jacques | 1729, 24 mars                                      |
| BWV 248/1 | Jauchzet, frohlocket, auf, preiset die Tage (Réjouissez-vous, exultez, louez ce jour)                                   | Leipzig                               | 1734, 25 décembre (Oratorio de Noël, cantate 1)    |
| BWV 248/2 | Und es waren Hirten in derselben Gegend (Et il y avait des bergers dans cette même région)                              | Leipzig                               | 1734, 26 décembre (Oratorio de Noël, cantate 2)    |
| BWV 248/3 | Herrscher des Himmels, erhöre das Lallen (Souverain des cieux, écoute nos murmures)                                     | Leipzig                               | 1734, 27 décembre (Oratorio de Noël, cantate 3)    |
| BWV 248/4 | Fallt mit Danken, fallt mit Loben (Prosternez-vous avec gratitude, prosternez-vous en louanges)                         | Leipzig                               | 1735, 1er janvier (Oratorio de Noël, cantate 4)    |
| BWV 248/5 | Ehre sei Gott, gesungen (Dieu, que ta gloire soit chantée))                                                             | Leipzig                               | 1735, 2 janvier (Oratorio de Noël, cantate 5)      |
| BWV 248/6 | Herr, wenn die stolzen Feinde schnauben (Seigneur, lorsque enragent nos arrogants ennemis)                              | Leipzig                               | 1735, 6 janvier (Oratorio de Noël, cantate 6)      |
| sans BWV  | Was ist, daswir Leben nennen (Qu'est-ce que nous nommons la vie ?)                                                      | Weimar, chapelle ducale               | 1735, 2 avril. Musique perdue                      |
| sans BWV  | Erste Köthener Trauermusik (Première musique funèbre pour Coethen)                                                      | Coethen                               | 1735, 23 mars. Musique perdue                      |

### Cantates profanes
| No BWV   | Incipit | Première représentation    | Date                                             |
| -------- | --- | -------------------------- | ------------------------------------------------ |
| BWV 30a  | Angenehmes Wiederau, freue dich (Agréable Wiederau, réjouis-toi)                                                                                     | Wiederau                   | 1737, 28 septembre                               |
| BWV 36a  | Steigt freudig in die Luft (Elevez-vous joyeusement dans les airs)                                                                                   | Köthen                     | 1726, 30 novembre. Musique perdue                |
| BWV 36b  | Die Freude reget sich (La joie est en mouvement) | Leipzig                    | 1735 (28 juillet ou en octobre)                  |
| BWV 36c  | Schwingt freudig euch empor (Bondissez de joie) | Leipzig                    | 1725, 9 avril                                    |
| BWV 66a  | Der Himmel dacht auf Anhalts Ruhm und Glück (Le ciel a songé à la gloire et au bonheur d'Anhalt)                                                     | Köthen                     | 1718, 10 décembre. Musique perdue                |
| BWV 134a | Die Zeit, die Tag und Jahre macht (Le temps qui fait les jours et les ans)                                                                           | Köthen, palais princier    | 1719, 1er janvier                                |
| BWV 173a | Durchlauchtster Leopold (Très éminent Léopold) | Köthen, palais princier    | 1722, 10 décembre                                |
| BWV 184a | Kantatenfragment (Fragment de cantate) | Köthen, palais princier    | 1721, 1er janvier Reste 5 parties instrumentales |
| BWV 193a | Ihr Häuser des Himmels, ihr scheinenden Lichter (Vous, demeures du ciel, vous, brillantes lumières !)                                                | Leipzig                    | 1727, 3 août. Musique perdue                     |
| BWV 194a | Kantatenfragment (Fragment de cantate) | Köthen, palais princier    | ?                                                |
| BWV 198  | Laß, Fürstin, laß noch einen Strahl. Trauerode (Laisse, princesse, laisse encore un rayon. Ode funèbre)                                              | Leipzig, église Saint-Paul | 1727, 17 octobre                                 |
| BWV 201  | Geschwinde, ihr wirbelnden Winde (Vite, vents tournoyants)                                                                                           | Leipzig                    | 1729 ?                                           |
| BWV 202  | Weichet nur, betrübte Schatten (Dissipez-vous, ombres lugubres)                                                                                      | Köthen ? Leipzig ?         | 1718-1723 ? avant 1730 ?                         |
| BWV 203  | Amore, traditore (Amour, ô traître) | Köthen                     | 1720 ?                                           |
| BWV 204  | Ich bin in mir vergnügt (cantate "du contentement") (Je me contente de mon sort)                                                                     | Leipzig                    | 1726 ou 1727                                     |
| BWV 205  | Zerreißet, zersprenget, zertrümmert die Gruft « Éole apaisé » (Rompez, pulvérisez, fracassez la caverne)                                             | Leipzig                    | 1729, 3 août                                     |
| BWV 205a | Blast Lärmen, iht Feinde ! Verstärket die Macht (Sonnez bruyamment, ennemis ! Redoublez de puissance)                                                | Leipzig, café Zimmermann   | 1734, 19 février. Musique perdue                 |
| BWV 206  | Schleicht, spielende Wellen (Glissez, ondes folâtres)                                                                                                | Leipzig, café Zimmermann   | 1736, 7 octobre                                  |
| BWV 207  | Vereinigte Zwietracht der wechselnden Saiten (L'heureuse Réconciliation des cordes divisées)                                                         | Leipzig                    | 1726, vraisemblablement le 11 décembre           |
| BWV 207a | Auf, schmetternde Töne der muntern Trompeten (Retentissez, sons éclatants des allègres trompettes)                                                   | Leipzig, café Zimmermann   | 1735, 3 août                                     |
| BWV 208  | Was mir behagt, ist nur die muntre Jagd (cantate dite «de la chasse ») (Mon seul plaisir est la joie de la chasse)                                   | Weissenfels                | 1713, 23 février                                 |
| BWV 208a | Was mir behagt, ist nur die muntre Jagd ! (Mon seul plaisir est la joie de la chasse)                                                                | Leipzig                    | 1740, 3 août ? Musique perdue                    |
| BWV 209  | Non sa che sia dolore (Il ignore ce qu'est le chagrin)                                                                                               | Leipzig ?                  | 1729 ?                                           |
| BWV 210  | O holder Tag, erwünschte Zeit (Ô, jours propices, temps favorables)                                                                                  | Leipzig                    | entre mai 1738 et l'automne 1741                 |
| BWV 210a | O angenehme Melodei (Ô, plaisante mélodie) | ?                          | entre 1727 et 1732. Musique perdue               |
| BWV 211  | Schweigt stille, plaudert nicht (Cantate du café) (Silence ! Ne parlez plus !)                                                                       | Leipzig                    | 1734 ?                                           |
| BWV 212  | Mer hahn en neue Oberkeet (Cantate des paysans) (Nous avons un nouveau patron)                                                                       | Klein-Zschocher            | 1742, 30 août                                    |
| BWV 213  | Laßt uns sorgen, laßt uns wachen (Hercules auf dem Scheidewege) (Prenons soin, veillons sur notre fils des dieux - Hercule à la croisée des chemins) | Leipzig, café Zimmermann   | 1733, 5 septembre                                |
| BWV 214  | Tönet, ihr Pauken ! Erschallet, Trompeten ! (Résonnez, timbales ! Retentissez, trompettes !)                                                         | Leipzig                    | 1733, 8 décembre                                 |
| BWV 215  | Preise dein Glücke, gesegnetes Sachsen (Apprécie ton bonheur, Saxe bénie)                                                                            | Leipzig, place du marché   | 1734, 5 octobre                                  |
| BWV 216  | Vergnügte Pleissenstadt (Joyeuse cité de la Pleisse)                                                                                                 | Leipzig                    | 1728, 5 février                                  |
| BWV 216a | Erwählte Pleißenstadt (Ville de la Pleisse élue) | Leipzig                    | après 1728 ?                                     |
| BWV 249a | Entfliehet, verschwindet, entweichet, ihr Sorgen (Cantate du berger) (Fuyez, disparaissez, échappez-vous, soucis)                                    | Weissenfels                | 1725, 23 février. Musique perdue                 |
| BWV 249b | Verjaget, zerstreuet, zerrüttet, ihr Sterne (Chassez, dissipez, ruinez, ô étoiles)                                                                   | Leipzig                    | 1726, 25 août. Musique perdue                    |
| BWV 1127 | Alles mit Gott und nichts ohn' ihn (Tout avec Dieu, et rien sans lui)                                                                                | Weimar, chapelle ducale    | 1713, 30 octobre                                 |
| sans BWV | Geburtstagkantate (Cantate d'anniversaire) | Zerbst, palais princier    | 1722, 9 août. Texte et musique perdus            |
| sans BWV | Geburtstagkantate (Cantate d'anniversaire) | Leipzig, café Zimmermann   | 1739, 7 octobre. Texte et musique perdus         |
| sans BWV | Kantatenentwurf (Ébauche de cantate) | Leipzig                    | 1734, 4 octobre. Musique perdue                  |

### Autres cantates
Cantates apocryphes ou attribuées à d'autres compositeurs.
- BWV 15  - Denn du wirst meine Seele nicht in der Hölle lassen (composée par Johann Ludwig Bach)

- BWV 53  - Schlage doch, gewünschte Stunde (composée par Georg Melchior Hoffmann)
- BWV 141 - Das ist je gewißlich wahr (composée par Georg Philipp Telemann)
- BWV 142 - Uns ist ein Kind geboren (peut-être composée par Johann Kuhnau)
- BWV 160 - Ich weiß, daß mein Erlöser lebt (composée par Georg Philipp Telemann)
- BWV 189 - Meine Seele rühmt und preist (composée par Georg Melchior Hoffmann)
- BWV 217 - Gedenke, Herr, wie es uns gehet (auteur inconnu)
- BWV 218 - Gott der Hoffnung erfülle euch (composée par Georg Philip Telemann)
- BWV 219 - Siehe, es hat überwunden der Löwe (composée par Georg Philip Telemann)
- BWV 220 - Lobt ihn mit Herz und Munde (auteur inconnu)
- BWV 221 - Wer sucht die Pracht, wer wünscht den Glanz (auteur inconnu)
- BWV 222 - Mein Odem ist schwach (composée par Johann Ernst Bach)
- BWV 223 - Meine Seele soll Gott loben (perdue)
- BWV 224 - Reißt euch los, bedrängte Sinnen (petit fragment)

#### En français
- Alberto Basso (trad. de l'italien par Hélène Pasquier), Jean-Sébastien Bach, vol. I : 1685-1723, Paris, Fayard, 1984, 844 p. (ISBN 2-213-01407-8)
- Alberto Basso (trad. de l'italien par Hélène Pasquier), Jean-Sébastien Bach, vol. II : 1723-1750, Paris, Fayard, 1985, 1 072 (ISBN 2-213-01649-6)
- Gilles Cantagrel, Les cantates de J.-S. Bach : textes, traductions, commentaires, Paris, Fayard, 24 mars 2010, 1665 p. (ISBN 978-2-213-64434-9).

#### En allemand
- Werner Neumann: Handbuch der Kantaten Johann Sebastian Bachs. 1947, 5. Auflage. Breitkopf & Härtel, Wiesbaden 1984,  (ISBN 3-7651-0054-4).
- Martin Petzoldt: Bach-Kommentar. Theologisch-musikwissenschaftliche Kommentierung der geistlichen Vokalwerke Johann Sebastian Bachs.
  - Band I: Die geistlichen Kantaten des 1. bis 27. Trinitatis-Sonntages, Kassel/Stuttgart 2004.
  - Band II: Die geistlichen Kantaten vom 1. Advent bis zum Trinitatisfest, Kassel/Stuttgart 2007.
  - Band III in Vorbereitung.
- Hans-Joachim Schulze: Die Bach-Kantaten: Einführungen zu sämtlichen Kantaten Johann Sebastian Bachs. Leipzig: Evangelische Verlags-Anstalt; Stuttgart: Carus-Verlag 2006 (Édition Bach-Archiv Leipzig),  (ISBN 3-374-02390-8) (Evang. Verl.-Anst.),  (ISBN 3-89948-073-2) (Carus-Verlag).
- Christoph Wolff/Ton Koopman: Die Welt der Bach-Kantaten. Verlag J.B. Metzler/Bärenreiter, Stuttgart u.a./Kassel 2006,  (ISBN 978-3-476-02127-4).
- Intégrale des Cantates de Bach en 12 volumes. Éditions Tarnhelm. 2010. http://www.bach-cantatas.com/Books/S0102.htm